# Kostel svatého Jakuba Většího (Močidlec)
Kostel svatého Jakuba Většího je římskokatolický chrám ve vsi Močidlec v okrese Karlovy Vary. Kostel včetně hřbitova a ohradní zdi je chráněn jako kulturní památka České republiky. Původně gotický kostel pochází z poloviny 14. století. Koncem 18. století byl po požáru přestavěn v barokním slohu.

## Historie a popis
Původní gotický kostel pochází dle písemných zmínek z poloviny 14. století. Po požáru v roce 1775 byl roku 1782 za finanční pomoci hraběnky Terezie Lažanské přestavěn do barokního slohu.
Kostel je jednolodní, obdélný, s trojboce zakončeným presbytářem a s věží nad západním průčelím. Jednolodní prostor je plochostropý. Fasáda je zdobena lizénovými rámci. V průčelí je obdélný portál se supraportou a obdélné okno. Po stranách dvě dvojice obdélných oken. Ostatní stěny jsou s taktéž s lizénovými rámci a polokruhově zakončenými okny. Střecha je valbová, věž je zakončena cibulovitou bání. Presbytář je sklenut valbovou klenbou s lunetami. Vítězný oblouk je polokruhový. Hlavní oltář pochází z období druhé poloviny 17. století. Dva postranní oltáře pocházející z počátku 18. století. Další oltář je oltář svatého Martina pocházející ze druhé poloviny 17. století. V době první světové války byly zvony zabaveny na vojenské účely, ale následně nahrazeny novými.

## Opravy
Do konce roku 2003 byl opraven krov nad hlavní lodí, odstraněna provizorní podpěrná konstrukce, přezděna hlavní římsa zničená sedajícím krovem. V letech 2006 a 2007 proběhla oprava krovu nad presbytářem. V roce 2008 byla zahájena kompletní výměna střešní krytiny – pravá strana hlavní lodi. V roce 2009 byla provedena druhá etapa výměny krytiny hlavní lodě – levá strana hlavní lodě, v roce 2010 provedena třetí etapa – poloviny presbytáře a v roce 2011 – dokončení celé střechy kostela s výjimkou věže. V roce 2011 došlo k vyvalení zdi kolem kostelního hřbitova. Zeď zasahovala do silniční komunikace, a tak nezbylo nic jiného než zeď opravit. V roce 2011 byl zhotoven projekt a v roce 2012 byly zahájeny stavební práce. Nejprve bylo třeba odbagrovat část poškozené zdi a ještě kus terénu za zdí, aby bylo možné zbudovat za původní zdí betonovou zeď, na kterou se pak z vnější části opět vrátí kameny z původní zdi a zeď bude vypadat tak, jak původně vypadala. Ještě před zahájením bagrování bylo třeba rozebrat pomníky na hrobech za zdí. Dále během bagrování bylo třeba uschovat ostatky, aby byly po provedení stavby vráceny zpět. Do zdi byla dále také zavedena drenáž, aby mohla voda volně odtékat. Pravděpodobnou příčinou zřícení zdi totiž byla voda, která kvůli ucpanému odtokovému kanálu neměla kam odtékat, a tak tekla přes zeď a po několika letech bylo zřícení nevyhnutelné. Opravena je zatím jen malá část zdi, ale plánuje se oprava zdi okolo celého kostela.

## Současnost
Vnitřek kostela není v nejhorším stavu, dochovaný je i interiér. Bohužel nefunkční střecha, která po několik let propouštěla vodu do zdí kostela, napáchala škody. Zdi jsou zvlhlé, ale po opravě střechy by měly postupně vysychat. Po opravě střechy by měla někdy následovat i oprava věžní krytiny a snad někdy i oprava omítky kostela. Největším nepřítelem těchto oprav jsou snad ve všech případech finance. V kostele se konají bohoslužby každou neděli.